# Andrzej Grabowski (Maler)

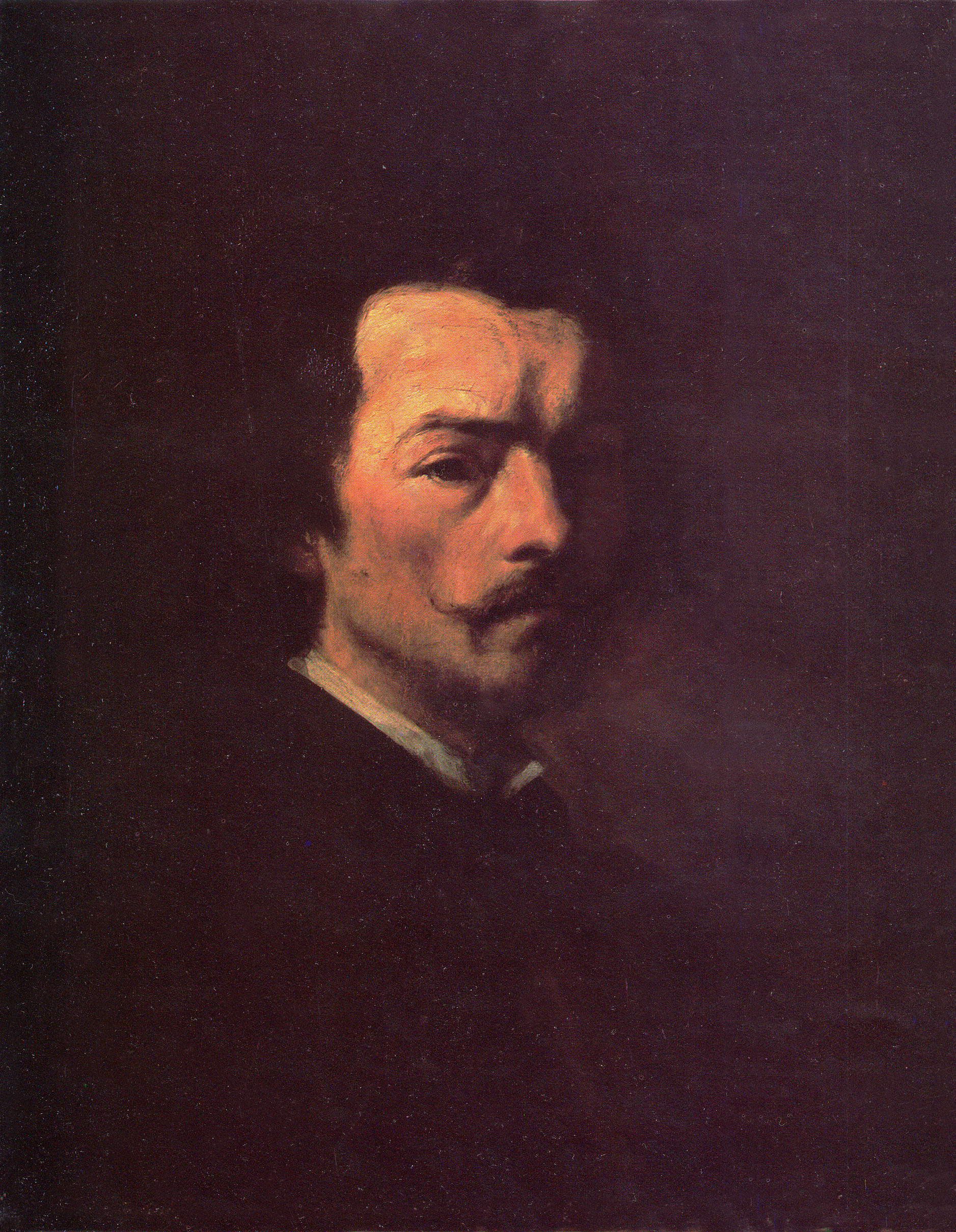
Andrzej Grabowski – Selbstbildnis 1862

Andrzej Grabowski (* 19. November 1833 in Zwierzyniec bei Krakau; † 2. September 1886 in Lemberg) war ein polnischer Maler.

## Leben
Grabowski studierte 1845 bis 1846 Malerei in Wien u. a. bei Ferdinand Georg Waldmüller, in Paris und in München. 1866 wurde er Mitglied der Akademie Wien, 1877, nach einer Fürsprache Jan Matejkos, wurde er Professor an der Krakauer Akademie der Schönen Künste. Er malte hauptsächlich Genre- und historische Bilder sowie Porträts zeitgenössischen Adels. Sein jüngerer Bruder Wojciech (1850–1885) war ebenfalls Maler.